# VTEC

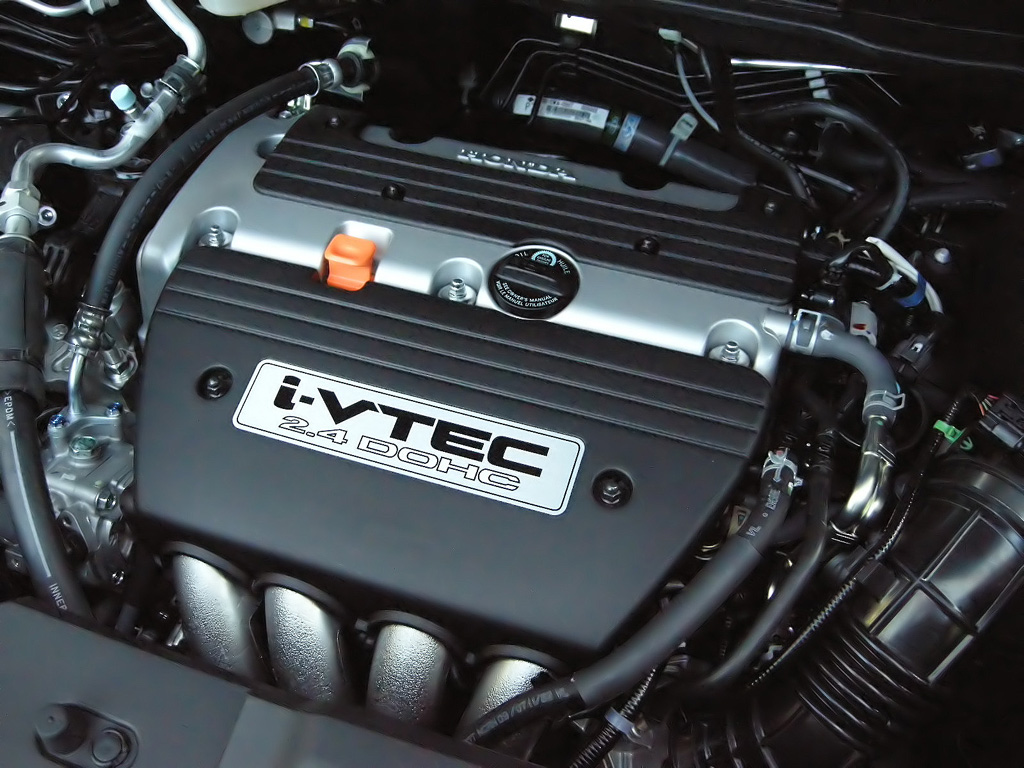
Двигун Honda K24A з системою i-VTEC

VTEC (англ. Variable valve Timing and lift Electronic Control)
Система зміни фаз газорозподілу з електронним управлінням. Використовується в двигунах внутрішнього згоряння фірми Honda. Система дозволяє керувати наповненням паливно-повітряною сумішшю камер згорання. На низьких обертах двигуна система забезпечує економічний режим роботи, на середніх — максимальний обертовий момент, на максимальних обертах — максимальну потужність.
У двигунах VTEC клапани можуть змінювати свій хід між різними рівнями.  Система VTEC змінюючи тиск масла дозволяє перемикатися між різними профілями кулачків, що штовхають клапан силового агрегату.  Наприклад, при більш високих оборотах двигуна кулачковий профіль дозволяє збільшити підйом клапанів.

## DOHC VTEC
Спочатку VTEC був реалізований наприкінці 1980-х на двигуні з двома розподільчими валами (DOHC) і був найпотужнішою версією до 2001 року.  Це був легендарний для свого часу B16A.  На кожному розподільчому валі для кожного циліндра замість звичайних 2-х кулачків було зроблено 3. Два крайні задавали хід клапанів у звичайному режимі, тоді як середній кулачок мав профіль під високі обороти.  Механізм клапанів був влаштований так, що за допомогою тиску моторного масла, що подається через електронно-керований клапан, висувалися особливі штифти, які забезпечували привід клапанів від центрального "потужного" кулачка замість стандартних. Система VTEC мала також свій датчик тиску масла, за яким комп'ютер визначав момент реального підключення та відключення штифтів, та вибирав відповідні карти упорскування та кута запалювання.  Таким чином, за командою комп'ютера, за дотримання ряду умов, мотор міг отримувати більше робочої суміші та розвивати великі оберти, видаючи більше потужності.  У двигуна після 5000 об.хв.  наставало як би "друге дихання".  Для кінця 1980-х - початку 1990-х років двигун об'ємом 1,6л, що видає 160-180 к.с.  на атмосферному тиску, що має досить просту та надійну конструкцію з високим запасом міцності, був дуже прогресивний.

## SOHC VTEC
Зі зростанням популярності та ринкового успіху VTEC, Honda випустила спрощену версію VTEC – SOHC VTEC.  Оскільки в SOHC двигунах використовується один, загальний розподільний вал для впускних та випускних клапанів, VTEC працює тільки на впускних клапанах.  Причина лежить у свічках запалення, які розташовані між двома випускними клапанами, ускладнюючи розміщення центрального профілю випускних кулачків.  Це обмеження було знято лише в 2009 році, коли з'явилися двигуни V-6 J37A2/J37A4 для Acura RL/TL, які мають один розподільний вал у кожній з двох ГБЦ, але при цьому SOHC VTEC, що оперує як впускними, так і випускними клапанами.  Для цього використовуються 6 кулачків та 6 коромисел для кожного циліндра.

## SOHC VTEC-E (Economy або Effective)
Наступна версія SOHC VTEC, VTEC-E, була розроблена не для підвищення продуктивності на високих оборотах, а для підвищення економії палива на низьких оборотах або просто низькому навантаженні на мотор.  Функціонувала лише для впускних клапанів.  Для цього вплив на клапани здійснювався не безпосередньо від кулачків розподільного валу, а через посередників - рокери, або коромисла, якими VTEC-E може керувати за допомогою подачі тиску масла на спеціальні сполучні штифти.  На низьких обертах кожен клапан впуску відкривався за допомогою персонального кулачка распредвала.  При цьому повноцінно відкривався лише один впускний клапан з двох, у той час як другий відкривався незначно і на менший час, створюючи спільно з першим сильні завихрення навколо зони свічки.  Це дозволяло використовувати збіднену суміш, домагаючись стабільності займання за допомогою досить багатої суміші у свічки, одночасно при цьому бідної біля країв циліндра, що разом з EGR в цілому дозволяло економити паливо.  При високих оборотах (не менше 2500) і підвищеному навантаженні ЕБК включав клапан VTEC, і тим самим включався в роботу загальний для обох клапанів спеціальний кулачок, третій, з агресивним профілем, і обидва клапани починали відкриватися однаково в режимі потужності.  Або ж, у попередніх версіях VTEC-E, особливого високопродуктивного кулачка не було - другий клапан просто починав працювати за профілем першого, який міг бути як звичайним, так і агресивним.  Однак, потужнісний режим VTEC-E скоріше схожий на звичайний класичний двигун без системи VTEC.  Тому співвідношення потужності та об'єму двигунів з VTEC-E приблизно відповідало звичайним моторам, при цьому даючи виграш в економії палива за помірного стилю їзди.

## 3-stage SOHC VTEC
Також Honda представила на деяких ринках 3-stage SOHC VTEC.  Ця система є комбінацією SOHC VTEC та SOHC VTEC-E.  На низьких оборотах працює лише один клапан (як у VTEC-E), на середніх обидва клапани за профілем одного з них (як у ранніх VTEC-E; для активації цього режиму спрацьовував перший соленоїд VTEC), а на високих оборотах в дію вступають високопродуктивні  кулачки (як на звичайному VTEC; для активації спрацьовував другий соленоїд VTEC).  Таким чином поєднується економічність і потужність порівняно з попередніми версіями, але зростає складність і вартість мотора.

## i-VTEC
i-VTEC ('i' означає інтелектуальний (англ. intelligent)) додатково представив безперервно змінювані фази газорозподілу (VTC - Variable Timing Control) на розподільному розподілі впускних клапанів у системі DOHC VTEC.

### K-серія
Технологія i-VTEC вперше застосовувалася на чотирициліндрових двигунах серії К у 2001 році (2002 у США).  Підйом і тривалість відкриття клапанів, як і раніше, керувався різними фіксованими профілями кулачків, але впускний розподільний вал отримав здатність довільно зміщувати кут початку ходу клапанів від 25 до 50 градусів (залежно від двигуна).  Для цього шестерня розподільного валу зроблена не цільною деталлю, а гідравлічним механізмом.  Фази керуються комп'ютером, використовуючи тиск олії всередині механізму шківа.  Регулювання фаз залежить від оборотів та навантаження двигуна, і фази можуть змінюватись від відсутності випередження на холостому ходу - до максимального випередження під повним газом та низькими оборотами.  Як наслідок, збільшується момент на низьких та середніх оборотах.  Важливою спроможністю такої системи є т.зв.  "перекриття клапанів", коли впускні та випускні клапани виявляються одночасно відкриті для кращої вентиляції.  Крім підняття потужності на високих оборотах, це дає можливість використовувати рециркуляцію вихлопних газів без особливого спеціального клапана EGR, що традиційно застосовується.
Для моторів серії К існують два різновиди i-VTEC:
Перша використовує обидва розподільні вали і створена для потужних моторів, таких як у RSX Type-S, TSX, Odyssey Absolute.  Має підвищений ступінь стиснення.
Друга використовує лише впускний вал за принципом, аналогічним SOHC VTEC-E, і призначена для економічних моторів, таких як CR-V, Odyssey або Accord.  Тобто, по суті є VTEC-E, але з другим розподільним валом без VTEC і наявністю VTC на впускному валу.  Працює на бензині марки Regular.
Обидва мотори можна легко розрізнити за потужністю, що видається: продуктивні системи видають до 206 к.с., а економічні двигуни не перевищують 173 к.с.

### R-серія
Ця серія моторів стоїть окремо від інших VTEC-моторів.  Двигун одновальний (SOHC i-VTEC), має класично для VTEC 3 впускні кулачки на циліндр, але два з них "великі" і один "маленький".  Великі кулачки керують своїми клапанами постійно, маленький може включатися в роботу системою i-VTEC від низьких до середніх оборотів, а не на високих як зазвичай для VTEC-систем.  Призначений він для того, щоб тимчасово відкривати один із впускних клапанів під час такту стиснення, на зразок циклу Аткінсона (Міллера), що знижує насосні втрати і дозволяє ефективніше проводити робочий такт.  Дане рішення дозволяє мати вигоди від паливної економічності циклу Аткінсона без істотного ускладнення мотора і втрати динамічних характеристик.

### J-серія
Надалі i-VTEC з'явився і на деяких одновальних V-6 двигунах Honda.

## i-VTEC і VCM (Variable Cylinder Management)
У 2003 Honda представила новий V-6 двигун із системою SOHC i-VTEC та системою відключення частини циліндрів VCM.  Система може за командою ЕБУ відключати 3 циліндри (пізніше і 2), домагаючись зниження витрати палива в режимі низьких оборотів та навантажень.  Споживання палива при цьому трохи перевищує відповідні показники 4-циліндрових двигунів.
Також ця технологія застосована на 4-циліндровому двигуні об'ємом 1.3 л, що встановлюється на Honda Civic Hybrid.

## i-VTEC I (Injection)
Вперше застосована на Honda Stream у 2004 році на 2-літровому двигуні типу DOHC.  Є різновидом i-VTEC для прямого (безпосереднього) упорскування палива.  Відрізняється можливістю роботи на бідній суміші до 65:1, що дає відмінну паливну економічність.

## AVTEC (Advanced VTEC)
Компанія Honda запатентувала версію VTEC з безперервно змінюваним часом і ходом клапанів, а також фазами відкриття.  До цього час і хід клапана в системах VTEC жорстко ставили профілем кулачків розподільного валу.  Проте, втілення у серійних автомобільних двигунах ця технологія поки що не отримала (актуально на 2016 рік).

## VTEC Turbo
Поєднання системи VTEC, безпосереднього впорскування та турбокомпресора.  Представлено у 2013 році як частину нової технологічної лінійки Earth Dreams Technology.  Застосовується на двигунах невеликого об'єму від 1 до 2 літрів.
Компанія Honda традиційно майже не використовувала турбонаддув, йдучи шляхом удосконалення атмосферних двигунів за допомогою VTEC.  У цій технології з'єдналися не тільки VTEC і турбонаддув, але і рідкісний для Honda безпосередній упорскування палива.

## VTEC у мотоциклах
Ще 1999 року Honda представила на ринку Японії CB400SF Super Four HYPER VTEC.  З 2002 року модель VFR800 представила VTEC у всьому світі.  Система VTEC працює схоже на VTEC-E – повноцінно відкривається лише один із клапанів, або всі разом.